# Peterskirche (Hilwartshausen)

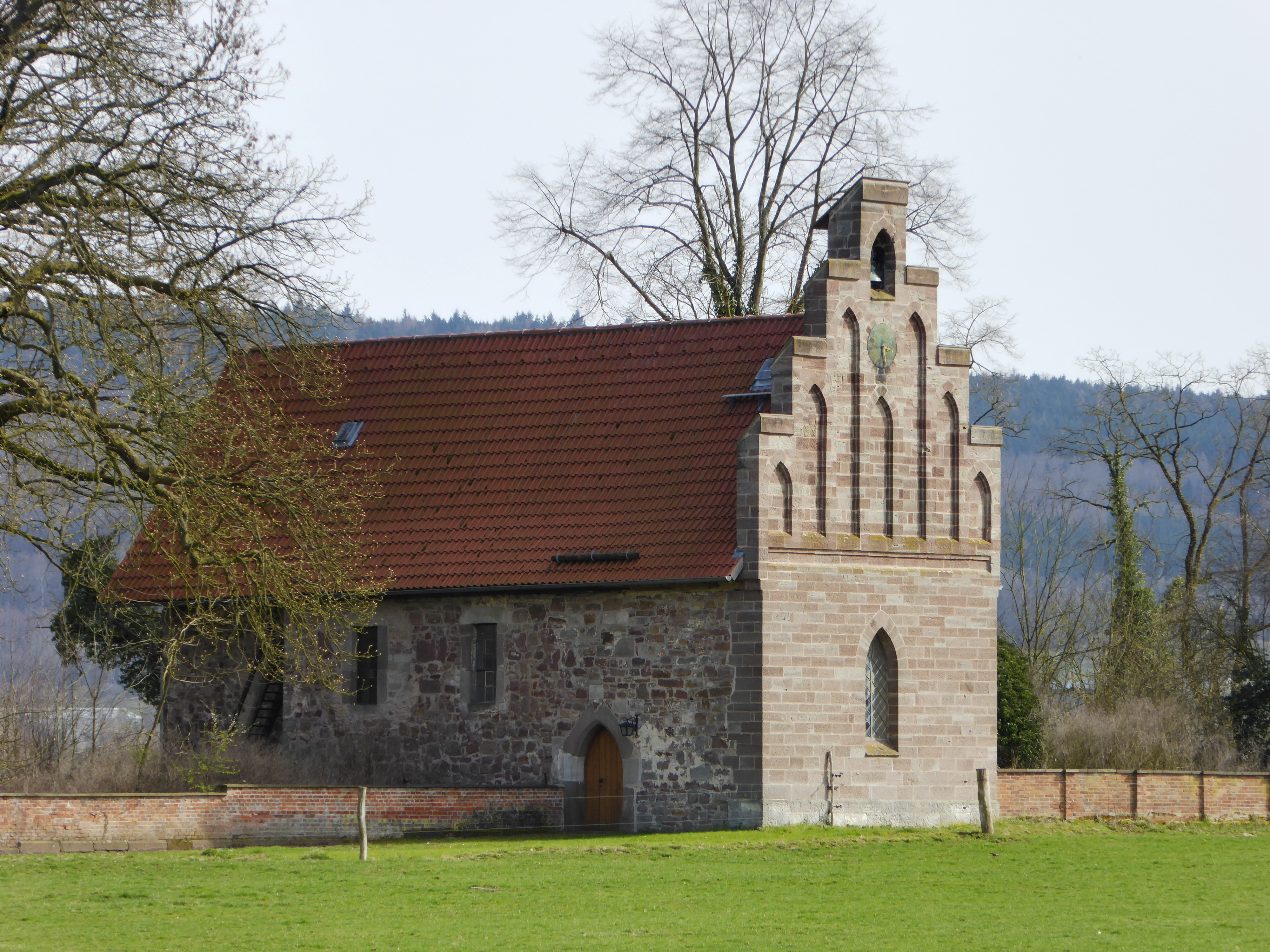
Peterskirche

Die evangelisch-lutherische denkmalgeschützte Peterskirche steht außerhalb des Klosterguts Hilwartshausen, das zu Gimte gehört, einem Stadtteil von Hann. Münden im Landkreis Göttingen von Niedersachsen. Gottesdienste finden in ihr nur noch an den hohen Feiertagen statt. Die Kirchengemeinde Gimte-Hilwartshausen gehört zum Kirchenkreis Göttingen-Münden im Sprengel Hildesheim-Göttingen der Evangelisch-lutherischen Landeskirche Hannovers.

## Beschreibung
Die im Kern gotische Saalkirche aus Bruchsteinen hat einen rechteckigen Chor. Die Kirche wurde 1687 grundlegend restauriert. Der Staffelgiebel, er ist zugleich Glockengiebel, wurde dem mit einem Satteldach bedeckten Kirchenschiff 1880 vorgesetzt. Zur Kirchenausstattung gehören ein Altarretabel von 1688 und eine Kanzel. Bei einer neuzeitlichen Renovierung wurde die baufällige Empore entfernt und die Orgel ebenerdig herabgesetzt.